# 圓葉菝葜 (北美)
圓葉菝葜（Smilax rotundifolia），又稱作圓葉綠刺藤（roundleaf greenbrier）、普通綠刺藤（common greenbrier），是一種木質藤蔓植物。原產於合眾國東南部、東部與加拿大東部。
葉子為綠色有光澤，有葉柄，互生，葉形成圓形或心形，長5至13公分。綠刺藤利用葉柄上的綠色捲鬚攀爬在其他植物上。莖是圓形、綠色、有刺。花為綠白色，於4月至8月開花。果實是藍黑色的漿果，於9月成熟。
其種小名的意思為rotundus（圓形的）與folium（葉子）。